# Чертовицкая верфь
Чертовицкая верфь — корабельная верфь на которой в конце XVII века строились корабли для Азовской флотилии.

## История
Корабельная верфь была основана по указу Петра I в 1697 году на правом берегу реки Воронеж близ села Чертовицкое, в 11 километрах от Воронежа.
Расположение верфи обуславливалось близостью к лесу, откуда доставлялся строительный корабельный материал.
В октябре 1697 года на Чертовицкой верфи кумпанствами князя П. Г. Львова и стольника Петра Зыкова был заложен 52-х пушечный корабль-баркалон «Геркулес». Строил корабль голландец, корабельный мастер Питер Гоор, принятый на русскую службу в начале 1698 года.
Служилые люди и рабочие на Чертовицкой верфи находились под наблюдением местного помещика Александра Михнева.
В мае 1699 года состоялся торжественный спуск на воду «Геркулеса». Корабль прошёл вниз по реке и остановился на стоянку у города Воронежа. В 1702 году «Геркулес» был переведён к устью реки Воронеж, где простоял 8 лет. В 1710 году, после обострения русско-турецких отношений, «Геркулес» был укомплектован экипажем в 210 человек и весной перешёл в Азов. Был поставлен на эллинг.
В 1699 году строитель П. Гоор на Чертовицкой верфи построил ещё один 6-ти пушечный корабль-баркалон кумпанства стольника П. Зыкова. В мае 1699 года корабль был спущен на воду, а в 1701 году стал провиантским судном. В 1710 году был разобран под селом Трушкино.
На Чертовицкой верфи трудился будущий мореплаватель Витус Беринг.
В начале XVIII века из-за обмеления реки Воронеж строительство больших кораблей с верфей Воронежского адмиралтейства было постепенно переведено на новую Тавровскую верфь, но малые суда продолжали строиться, в том числе и на Чертовицкой верфи.
В 1712 году на Чертовицкой верфи строителем Иваном Федотовым была построена 8-ми пушечная шнява.